# Flávio Josefo
Flávio Josefo, ou apenas Josefo (em latim: Flavius Josephus; 37 ou 38 — ca. 100), também conhecido pelo seu nome hebraico Yosef ben Mattityahu (יוסף בן מתתיהו, "José, filho de Matias" [Matias é variante de Mateus]) e, após se tornar um cidadão romano, como Tito Flávio Josefo (latim: Titus Flavius Josephus), foi um historiador e apologista judaico-romano, descendente de uma linhagem de importantes sacerdotes e reis, que registrou in loco a destruição de Jerusalém, em 70 d.C., pelas tropas do imperador romano Vespasiano, comandadas por seu filho Tito, futuro imperador. As obras de Josefo fornecem um importante panorama do judaísmo no século I.
Suas duas obras mais importantes são A Guerra dos Judeus (c. 75) e Antiguidades Judaicas (c. 94). O primeiro é fonte primária para o estudo da revolta judaica contra Roma (66-70), enquanto o segundo conta a história do mundo sob uma perspectiva judaica. Estas obras fornecem informações valiosas sobre a sociedade judaica da época, bem como sobre o período que viu a separação definitiva do cristianismo do judaísmo e as origens da dinastia flaviana, que reinou de 69 a 96.

## Biografia
As informações de que dispomos sobre a sua vida provêm principalmente de sua autobiografia (Vida de Flávio Josefo). Josefo, que se apresentou em grego como Iósepos (Ιώσηπος), filho de Matias, sacerdote judaico, teria nascido em Jerusalém numa família de cohanim (sacerdotes), onde teria recebido uma educação sólida na Torá. Sua mãe descendia da família real dos Asmoneus. Aos treze anos de idade, iniciou seu aprendizado sobre três das quatro seitas judaicas: saduceus, fariseus e essênios optando aos dezenove anos de idade por aderir ao farisaísmo. Em sua obra, Josefo atribui aos zelotas, a quarta seita, a responsabilidade por ter incitado a revolta contra os romanos, que conduziu à destruição de Jerusalém e do Templo.
Em 64, contando com vinte e seis anos de idade, seguiu numa embaixada a Roma onde obteve, por intermédio de Popeia Sabina, esposa do imperador Nero, a libertação de alguns sacerdotes hebreus condenados pelo governador da Judeia, Marco Antônio Félix. Ao regressar à Judeia, Jerusalém encontrava-se à beira da revolta. Josefo procurou dissuadir os líderes mas seus esforços foram inúteis, tendo os revoltosos tomado a Fortaleza Antônia (66). Josefo, com receio de ser acusado de partidário dos romanos, refugiou-se no Templo. Entretanto, após a morte de Manaém e dos principais líderes da revolta, uniu-se aos sacerdotes do Sinédrio (Sanhedrin) que, naquele momento, aguardavam a chegada das tropas de Cássio para sufocar a revolta, o que não se concretizou pela derrota destas.
O Sinédrio o enviou à Galileia.  À sua chegada, relatou a Jerusalém que os galileus estavam prestes a marchar sobre Séforis, cidade leal a Roma. O Sinédrio então o designou governador militar da província, que fez fortificar.  Defrontou-se com a oposição dos extremistas liderados por João de Giscala, que o acusavam de tender à contemporização. 

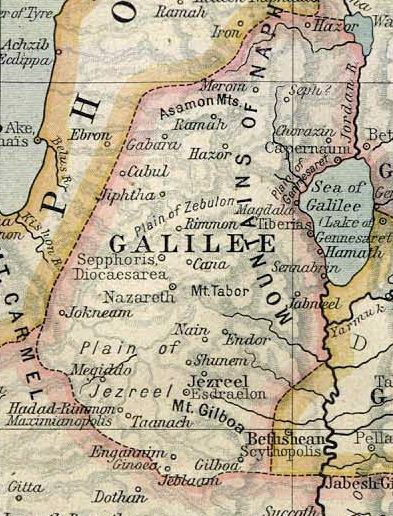
Galileia, governada brevemente por Josefo.

Enfrentou as forças de Plácido, enviadas por Géstio Galo para a região. Em 67, as tropas de Vespasiano tomaram Jotapata, e Josefo, com quarenta homens, escondeu-se em uma cisterna. Com a descoberta do esconderijo, foi-lhes proposto que se rendessem em troca das próprias vidas. Josefo teria sugerido então um método de suicídio coletivo: tirariam a sorte e matar-se-iam uns aos outros, de três em três pessoas; restaram apenas Josefo e mais um homem. Há quem veja o ocorrido como um problema matemático, por vezes designado como problema de Josefo ou Roleta Romana). Josefo convenceu este seu soldado a se entregar às forças romanas que invadiram a Galileia, em julho de 67, tornando-se prisioneiro de guerra. As tropas romanas do imperador romano, (Flávio) Vespasiano, eram comandadas por seu filho, Tito, ele próprio futuro imperador. Em 69, Josefo foi libertado e, de acordo com seu próprio relato, teria tido um papel de relevo como negociador com as tropas de resistência durante o cerco de Jerusalém, em 70 após a queda de Jerusalém, foi bem aceito, assumindo o nome romano de seu protetor Flávio Vespasiano, e recebido a cidadania romana. Passou também a receber uma generosa pensão. Além disso, tratou de aumentar suas rendas, obtendo permissão de Vespasiano para, através de seus agentes, adquirir, a preço vil, terras na Judeia, confiscadas dos envolvidos na revolta. As honrarias prosseguiram sob o reinado de Tito e de Domiciano.
Em 71, Josefo chegou a Roma com a comitiva de Tito; cidadão romano, passou a ser um cliente da dinastia dominante, os flavianos.  Durante sua estada em Roma, e sob patronagem flaviana, escreveu todas as suas obras conhecidas. Embora Josefo só se refira a si próprio por este nome, parece ter adotado o prenome Tito (Titus) e o nome Flávio (Flavius) de seus patrões. Esta prática era costumeira para todos os 'novos' cidadãos romanos.
A primeira esposa de Josefo morreu, juntamente com seus pais, durante o cerco de Jerusalém. Vespasiano arranjou-lhe um casamento com uma mulher judaica que também fôra capturada.  Esta mulher o abandonou e, por volta de 70, casou-se com uma judia de Alexandria, com quem teve três filhos. Apenas um, Flávio Hircano (Flavius Hyrcanus), sobreviveu além da infância. Josefo se divorciou posteriormente desta sua terceira esposa e, no ano 75, se casou pela quarta vez, com uma judia de uma família distinta de Creta. Este último casamento produziu dois filhos, Flávio Justo (Flavius Justus) e Flávio Simônides Agripa (Flavius Simonides Agrippa).

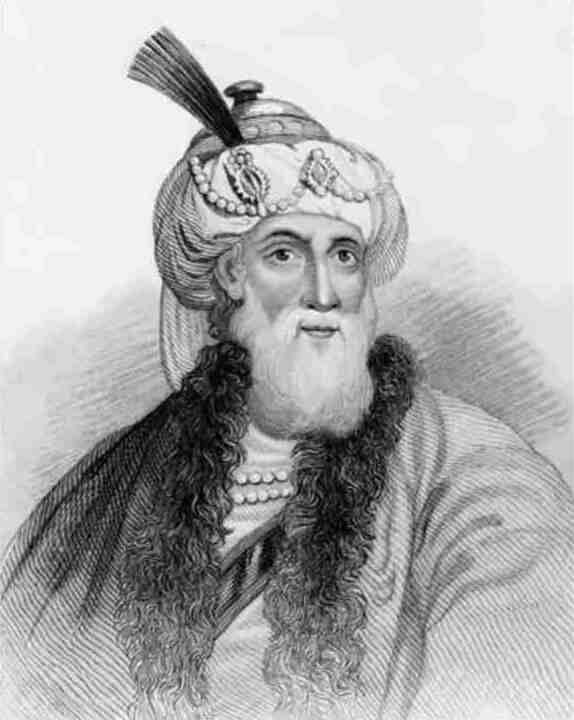
Imagem romantizada de Flávio Josefo, na tradução de suas obras por William Whiston.

A vida de Josefo é recheada de ambiguidades; para seus críticos, ele nunca explicou satisfatoriamente seus atos durante a Guerra Judaica — como por que ele não teria cometido suicídio na Galileia, com seus companheiros, e por que, depois de sua captura, aceitou a patronagem dos romanos. Seus críticos, no entanto, ignoram o fato de que Simão bar Giora e João de Giscala, ambos zelotas extremistas e grandes oponentes de Josefo que permaneceram em Jerusalém e lideraram os combates contra os romanos em sua última etapa, preferiram — num momento de honestidade — a vida ao suicídio, e humildemente se renderam aos romanos. Aqueles que viram Josefo como um traidor e informante também questionaram sua credibilidade como historiador — desprezando suas obras como propaganda romana ou uma apologética pessoal, destinada a reabilitar sua reputação histórica. Mais recentemente, críticos vêm reavaliando as visões pré-concebidas de Josefo. Um argumento importante é a comparação entre os danos causados por seus atos e aqueles dos idealistas que reprovaram seu comportamento; enquanto Josefo teria sido responsável pelo suicídio de alguns soldados, pela humilhação temporária de um exército enfraquecido e pelo transtorno de uma esposa, os bons, leais, idealistas e corajosos, devotos e patrióticos líderes de Jerusalém tinham sacrificados dezenas de milhares de vidas à causa da liberdade; Tito e Vespasiano sacrificaram dezenas de milhares mais à causa da ordem civil, e até mesmo Agripa II, o rei da Judéia, cliente romano, que fez tudo o que podia para evitar a guerra, acabou supervisionando a destruição de meia dúzia de cidades e a venda de seus habitantes como escravos.
Josefo foi sem dúvida alguma um importante apologista, no mundo romano, para a cultura e o povo judaico, particularmente numa época de conflito e tensão. Sempre permaneceu, pelo menos em seus próprios olhos, um judeu leal e cumpridor das leis. Fez tudo o que podia para indicar o judaísmo aos gentis letrados, e para insistir sobre sua compatibilidade com o pensamento aculturado greco-romano. Constantemente se manifestou a respeito da antiguidade da cultura judaica, apresentando seu povo como civilizado, devoto e filosófico. Eusébio relata que uma estátua de Josefo teria sido erguida em Roma.

## Obra
Escreveu um relato da Grande Revolta Judaica, dirigida à comunidade judaica da Mesopotâmia, em língua aramaica. Escreveu, depois, em grego, outra obra de cariz histórico que abarcava o período que vai dos Macabeus até a queda de Jerusalém. Este livro, A Guerra dos Judeus, foi publicado em 79. A maior parte do livro é diretamente inspirada na sua própria vida e experiência militar e administrativa.
As Antiguidades Judaicas (escritas cerca de 94 em grego) é a história dos Judeus desde a criação do Génesis até à irrupção da guerra da década de 60. Acrescentou, no final, um apêndice autobiográfico onde defendeu a sua posição colaboracionista em relação aos invasores romanos. O seu relato, ainda que com um paralelismo evidente em relação ao Antigo Testamento, não é idêntico ao das escrituras sagradas. Há quem defenda que estas diferenças se devam à possibilidade de Josefo ter tido acesso a documentos antigos (que remontariam até à época de Neemias) que teriam sobrevivido à destruição do templo. A maior parte dos académicos não dá crédito a tal suposição. Neste livro encontra-se o famoso Testimonium Flavianum, uma das referências mais antigas a Jesus, mas considerada por alguns estudiosos uma interpolação fraudulenta posterior.
Contra Apião é outra obra importante deste autor, onde o judaísmo é defendido como religião e filosofia realmente clássica, em contraponto às tradições mais recentes dos gregos. O livro serve para expor e refutar algumas alegações antissemíticas de Apião, bem como mitos antigos, como os de Manetão.
Sua última obra, foi uma autobiografia (Vida de Flávio Josefo), que nos revela o nome do adversário (Justo de Tiberíades, filho de Pistos), ao qual essa obra vem responder e as censuras que lhe faz Josefo. Essa obra é cheia de lacunas, confusa e hipertrofiada. E ela traz sobre a vida de Josefo informações preciosas, que não encontramos em nenhum outro historiador da antiguidade.
Segundo Alberto Manguel, por volta de 1830, a obra de Flavio Josefo foi uma das mais usadas para leitura em voz alta nas famílias escocesas. Algumas décadas mais tarde, Guerra Judaica é indicada como uma das obras mais lidas na Inglaterra.